# محمد أل-حافظ
محمد أل-حافظ (بالملايوية: Muhammad Al-Hafiz Hamzah)‏ هو لاعب كرة قدم ماليزي في مركز حراسة المرمى، ولد في 15 مارس 1984 في Pendang District ‏ في ماليزيا. شارك مع منتخب ماليزيا تحت 23 سنة لكرة القدم ومنتخب ماليزيا لكرة القدم. أما مع النوادي، فقد لعب مع جوهور دار التعظيم ونادي جوهر درول تقسيم 2 وهاريماو مودا ب.

## وصلات خارجية
- محمد أل-حافظ على موقع قاعدة بيانات كرة القدم.إي يو (الإنجليزية)
- محمد أل-حافظ على موقع Soccerway.com (الإنجليزية)